# ŠK Slavija Osijek
Slavija je bivši hrvatski nogometni klub iz Osijeka. Osnovan je 27. lipnja 1916. godine pod nazivom Športski đački klub Slavija. Bio je najutjecajniji klub u gradu sve do Drugog svjetskog rata.

## Natjecanje i uspjesi
Sudjelovao je u prvenstvu Jugoslavije 7 puta. Bilo je to 1924., 1925., 1930., 1932./33., 1934./35., 1935./36. i 1936./37. godine. Klub je bio prvak Osječkog nogometnog podsaveza 1924., 1925., 1926., 1930., 1931. i 1936. godine, te prvak provincije Zagrebačkog nogometnog podsaveza 1922. godine.

## Povijest
Povod za osnivanje Slavije bilo je odigravanje nogometnih utakmica u korist Crvenog križa u Zagrebu za vrijeme Prvog svjetskog rata. Slaviju su osnovali učenici (đaci) Realne gimnazije u Osijeku V. Hrs, Jelačić, Gasteiger, Petelin i Andučić. Klub je odigrao samo jednu utakmicu (6:0 s jednom đačkom momčadi iz Zemuna) jer je ubrzo većina igrača morala u vojsku. Slavija je ponovo počela djelovati od 1918. godine. U zajednici s osječkim Građanskim izgrađuje vlastito igralište, ograđeno 1923. godine i s tribinama od 1924. godine. Klub se prema nekim izvorima spominje pod nazivima Športski đački klub Slavija, Hrvatski športski klub Slavija, Športski klub Slavija i  Jugoslavenski športski klub Slavija. Klupske boje 1932. bile su crna i bijela, a klupska adresa Hotel Central Osijek I. Kad je uspostavljena NDH 1941. godine, klub je prestao postojati, a kad je 1945. godine na vlast došao komunistički režim, nije obnovio klub, nego je stvorio NK Udarnik.

## Učinak po sezonama
| Sezona    | Razred | Liga            | Broj momčadi | Mjesto          | Sus. | Pob. | Neo. | Por. | Po.p. | Pr.p. | Bod. |
| --------- | ------ | --------------- | ------------ | --------------- | ---- | ---- | ---- | ---- | ----- | ----- | ---- |
| 1924.     | I.     | Prvenstvo JNS-a | 7            | četvrtzavršnica | 1    | 0    | 0    | 1    | 2     | 5     | 0    |
| 1925.     | I.     | Prvenstvo JNS-a | 7            | poluzavršnica   | 1    | 0    | 0    | 1    | 2     | 3     | 0    |
| 1930.     | I.     | Prvenstvo JNS-a | 6            | 6.              | 10   | 0    | 1    | 9    | 6     | 32    | 1    |
| 1932./33. | I.     | Prvenstvo JNS-a | 11           | 10.             | 20   | 4    | 2    | 14   | 22    | 54    | 10   |
| 1934./35. | I.     | Prvenstvo JNS-a | 10           | 10.             | 18   | 3    | 4    | 11   | 21    | 54    | 10   |
| 1935./36. | I.     | Prvenstvo JNS-a | 14           | četvrtzavršnica | 4    | 2    | 0    | 2    | 5     | 8     | 4    |
| 1936./37. | I.     | Prvenstvo JNS-a | 10           | 10.             | 18   | 5    | 2    | 11   | 23    | 47    | 12   |
| 1940./41. | I.     | Hrvatska liga   | 10           | 9.              | 18   | 3    | 3    | 12   | 23    | 53    | 9    |

## Poznati igrači
- Franjo Glaser
- Gustav Lechner
- Ernest Dubac